# Coryneliella consimilis
Coryneliella consimilis — вид грибів, що належить до монотипового роду Coryneliella.